# Doll atelier Apricot
Doll Atelier Apricot（ドール アトリエ アプリコット）とは、日本にある少女形の等身大シリコーン製ドールメーカー。

## 概要
ドール アトリエ アプリコットは、PICO130と呼ばれる小学校の中・高学年の少女のボディーラインを強くイメージした製品が著名。メーカーの意図したまさに第二次性徴のプレティーンを彷彿させる製品に見て取れる。シリコーンで作られているボディーにユーザー自身が好みのヘッドを組み合わせる事ができる、ヘッドのラインナップには、沙織、瞳、ようこの3種、接続はバネによる頭部着脱式。シリコーン製のPICO130を製造しているアプリコットは得てしてラブドールまたはダッチワイフと呼ばれる事もある。未確認だが性行為を主目的として製造している製品ではなく、写真撮影、観賞、添い寝、着せ替えなどの使用目的と公式サイトに記載されている、但しオナホールが付属しているので、ユーザーの意思による疑似性交も可能であるとされている。製造数は少量のためか発注から納品まで数ヶ月以上と言われている、